# عصفور الشوك أسود الرقبة
عصفور الشوك أسود الرقبة (الاسم العلمي: Prunella  atrogularis) (بالإنجليزية: Black-throated  Accentor)‏ هو طائر ينتمي إلى (فصيلة: Prunellidae).
عصفور الشوك Dunnock
عصفور الشوك طائر مهاجر من رتبة العصافير passerine، يتكاثر صيفاً في اغلب مناطق قارة أوربا واسيا، وفترة الشتاء يقضيها في ليبيا وشمال أفريقيا وبعض الأجزاء الجنوبية من قارة أوربا وأجزاء من جنوب غرب قارة أسيا.
اصل التسمية العلمية:
أول من وصف عصفور الشوك هو عالم الطبيعة السويدي كارل لينيوس سنة 1758 تحت اسم علمي Motacilla Modularis، ثم جاء عالم الطيور الفرنسي لويس فييو سنة 1816 ووضعه في جنس جديد أطلق عليه اسم Prunella ليصبح اسمه العلمي Prunella modularis، الكلمة الأولى Prunella أصلها من الألمانية Braunelle وهي تصغير لكلمة (بني)، والكلمة الثانية Modularis اسم النوع لاتينية تعني (المغرد). الاسم الموحد Dunnock أصله من الانجليزية Dun تعني (البني- الداكن – الغامض).
الوصف:
طوله تقريباً في حدود 14 سم، وريشه من الأعلى بني ومخطط بالريش الداكن، ومن الأسفل رمادي، يشبه أنثى طائر الدوري الشائع house sparrow نوعاً ما ولكن منقاره اسود رفيع ومدبب، كلا الزوجين لديهما نفس الألوان تقريباً.
التغريد:
طائر مغرد وصوته يشبه صوت طائر الصعو (النمنمه) تقريباً ولكن صوته في الغالب تكراري ومنخفض قليلاً.
الغذاء:
عناكب، حشرات صغيرة ويرقاتها يبحث عنها تحت الأشجار وبين فروعها، ويتغذى أيضاً على الثمار والبذور.
التكاثر:
التكاثر الأكثر شيوعاً عند هذه الطيور هو ان الذكر يتزاوج مع عدة إناث، وتبني الإناث أعشاشها بين فروع الأشجار والشجيرات المنخفضة وعلى شكل فنجان صغير، يبنى العش من الخارج بالعيدان الصغيرة والاشنة ويبطن من الداخل بالصوف والريش، وتضع الأنثى عادة من 3 إلى 5 بيضات زرقاء غير مرقطة